# Entstehung der Erde

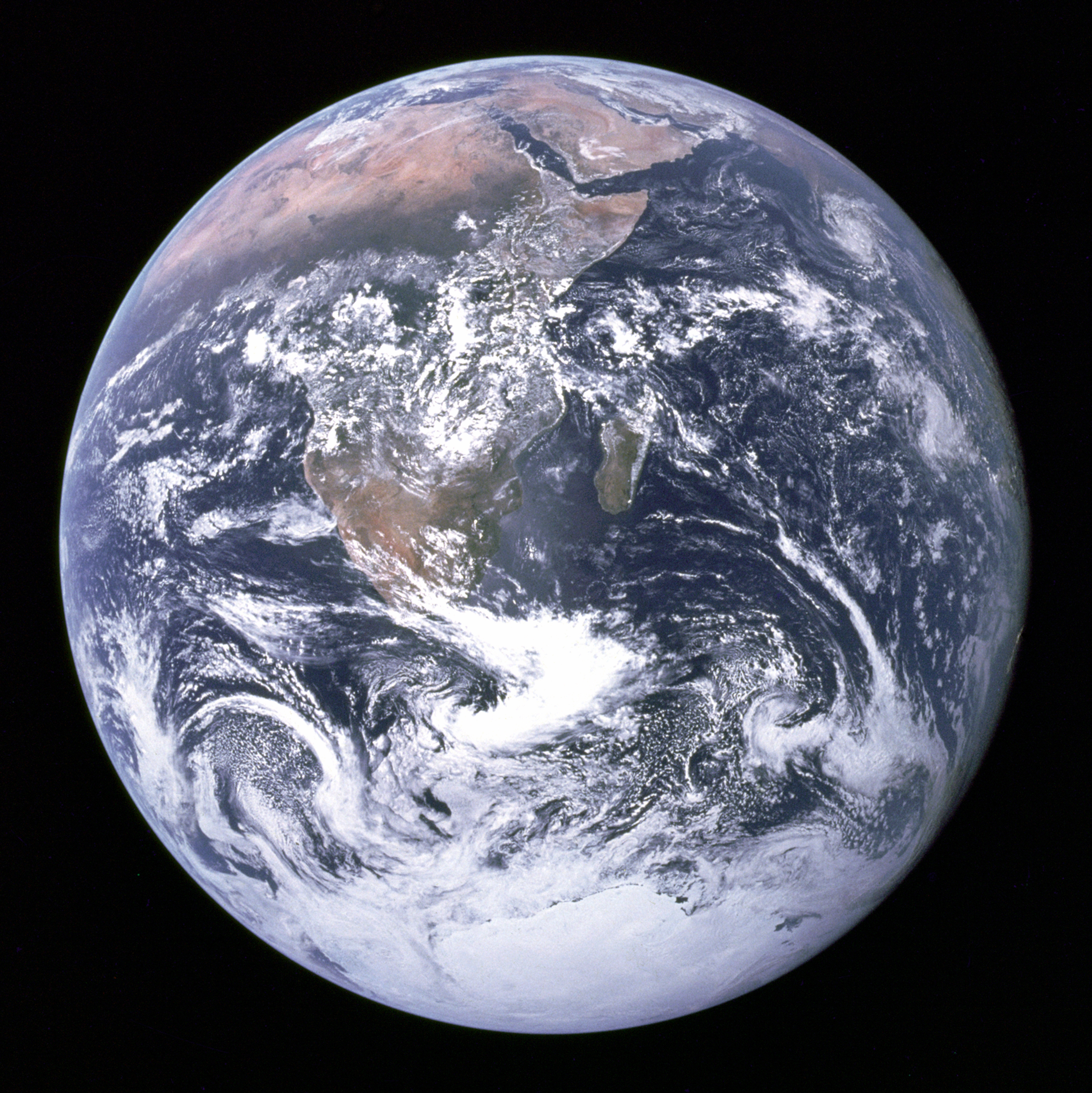
Blick auf die Erde von Apollo 17 aus. Das Foto wurde als Blue Marble bekannt.

Die Erkenntnisse der Planetologie über die Entstehung der Erde vor 4,54 Milliarden Jahren stammen aus geologischen Befunden, aus der Untersuchung von Meteoriten und Mondgesteinen sowie astrophysikalischen Daten etwa zu solaren Elementhäufigkeiten.
In einem größeren Kontext ist die Entstehungsgeschichte der Erde dabei mit der Geschichte des Universums und des Milchstraßensystems im Allgemeinen sowie mit der Geschichte unseres Sonnensystems im Besonderen verknüpft.

## Vorgeschichte

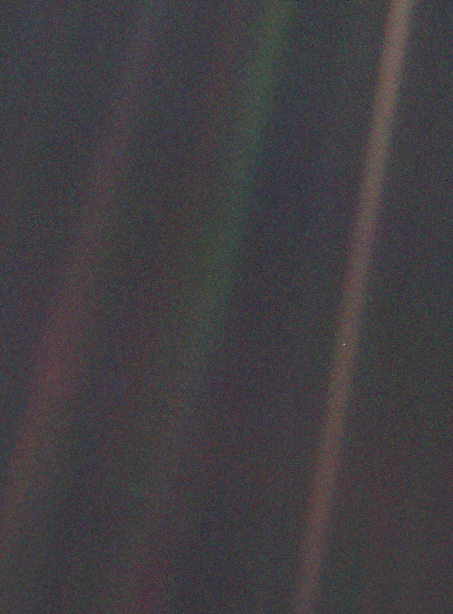
„Pale Blue Dot“: Die Erde als „blassblauer Punkt“, aufgenommen von der Raumsonde Voyager 1 am 14. Februar 1990 aus einer Entfernung von etwa 40,5 AE, ca. 6 Mrd. km (zum Erkennen auf das Bild klicken).

Das Sonnensystem entstand aus einer Verdichtung in einer größeren Molekülwolke, die kurz zuvor mit schweren Elementen einer nahen Supernova-Explosion angereichert wurde. Die Wolke kollabierte durch ihre Gravitation innerhalb von etwa 10.000 Jahren, siehe Sternentstehung. In der Akkretionsscheibe um den Protostern kondensierten zuerst, bei Temperaturen noch über 1300 K, Calcium- und Aluminium-reiche Silikate. Wie mit Hilfe der Uran-Blei-Datierung festgestellt werden konnte, geschah dies vor knapp 4,57 Milliarden Jahren. Ob und wie der Staub dann flockte oder wie er sonst schnell in die Mittelebene der protoplanetaren Scheibe absinken konnte, ist nicht bekannt. Auch wird darüber spekuliert, wie und wie schnell Brocken von ein bis zehn Metern Größe entstanden sind. Diese sammelten dann jedenfalls durch ihre Gravitation weiteren Staub auf und wuchsen zu Millionen an Planetesimalen heran, die teilweise kilometergroß waren. Unterhalb dieser Größe waren Kollisionen noch nicht sehr heftig, da die Bewegung der Brocken noch durch das Gas gedämpft war. Die Planetesimale bewegten sich unabhängiger, kollidierten heftiger und durch gravitative Fokussierung auch häufiger: Je größer ein Planetesimal, desto weiträumiger konnte es Brocken und unterentwickelte Planetesimale einsammeln, die ihm auf einer geradlinigen Bahn entgangen wären. In einem wenige Jahrtausende dauernden Wettlauf bildeten sich Protoplaneten von hunderten Kilometern Durchmesser. Kleine Planetesimale hatten sie aufgebraucht oder Jupiter in den Weg gelegt.

## Kollisionskaskade der Protoplaneten

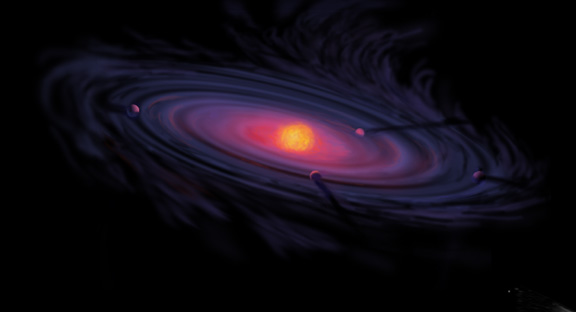
Zeichnung einer protoplanetaren Scheibe (NASA)

Das weitere Wachstum geschah hierarchisch durch immer seltenere Kollisionen zwischen immer größeren Körpern. Mit der Masse der Stoßpartner stieg auch die freigesetzte gravitative Bindungsenergie pro Masseneinheit und damit die Temperatur nach dem Impakt. Ab etwa 2000 °C trennte (differenzierte) sich das Material zunächst lokal nach chemischen Vorlieben in Kern- und Mantelmaterial,
- Eisenschmelzen, in der sich die siderophilen (griech.: Eisen liebende) Elemente anreicherten (siehe Goldschmidt-Klassifikation) und
- Silikatschmelzen, in der sich die lithophilen (griech. Stein liebenden) Elemente anreicherten.

Die viel dichteren Eisentropfen bildeten Pfützen am Grund der Schmelze. Bei späteren Kollisionen fragmentierten einige Körper und setzten Eisenmeteorite frei, Zeugen dieser frühen Differenzierung.
Die Erwärmung durch radioaktiven Zerfall von 26Al trug wesentlich nur für die kleineren Planetesimale bei, die nicht Teil der Planeten geworden waren. Der Asteroid (4) Vesta ist ein Beispiel. Die größeren Kollisionen führten dagegen zu Magmaozeanen, in denen sich Eisenkerne bildeten bzw. vorher vorhandene Eisenkerne miteinander verschmolzen. Die Differenzierung der Protoplaneten geschah auf einer Zeitskala von wenigen Millionen Jahren, datiert mit der Hafnium-Wolfram-Methode, auch an Marsmeteoriten.
Auch die Protoerde wuchs hauptsächlich durch Kollisionen mit nicht viel kleineren Protoplaneten. Nach der Kollisionstheorie ist infolge des letzten großen Impakts der Mond entstanden. Der hypothetische Protoplanet oder Komet wird Theia genannt und muss zwischen Mond- und Marsgröße gelegen haben. Theias Eisenkern hat sich mit dem der Erde verbunden und Teile des Mantels der Protoerde und von Theia wurden in den Orbit geschleudert, aus welchen der Mond entstand. Das geschah irgendwann 30 bis 50 Millionen Jahre nach der Staubphase. Das Bombardement kleinerer Körper hatte bereits nachgelassen; jedenfalls kann danach kaum noch Eisen durch den Mantel gesickert sein (weniger als 1 % der Kernmasse), wie Analysen der Hafnium-Wolfram-Zerfallsreihe von früharchaischen Gesteinen ergaben.

## Entwicklung der Manteltemperatur
Der durch den Impakt von Theia teilweise wieder aufgeschmolzene Erdmantel erstarrte, möglicherweise innerhalb weniger Millionen Jahre, von innen nach außen. Die kürzliche Entdeckung von Mantelmaterial aus dieser Zeit (Differentiationsalter), das unmittelbar über dem metallischen Kern lagernd bisher der Mantelkonvektion entzogen war und nun als Plume aufsteigt, stellt die bisherige Lehrmeinung infrage, nach der der Mantel homogen durchmischt erstarrt ist. Die thermische und chemische Schichtung war jedenfalls so stabil, dass zumindest in der ersten Hälfte des Hadaikums der Erdmantel stabil geschichtet war. Da es ohne Mantelkonvektion auch keine Tektonik gibt, kann sich keine kontinentale Kruste bilden, da hierfür eine stärkere Differentiation der Kruste notwendig ist. Immer frühere Hinweise auf kontinentale Kruste (und flüssiges Wasser, siehe Zirkon in der Geologie, TTG-Komplex und Herkunft des irdischen Wassers) waren daher problematisch. Durch Tektonik war nach über 100 Millionen Jahren die Dicke der ozeanischen Kruste so weit angewachsen, dass die damalige mafische Kruste erstmals selbst einer weiteren Differenzierung unterzogen wurde.
Später im Hadaikum war tief im Erdmantel die Temperatur durch radioaktive Zerfallswärme soweit angestiegen, dass die Mantelkonvektion einsetzte, womöglich nicht gleich in voller Tiefe. Spätestens in diese Zeit fällt der Übergang von der chemischen zur biologischen Evolution. Jedenfalls findet sich in den ältesten erhaltenen Krustenteilen, sogenannten Kratonen, vom Ende des Hadaikums vor vier Milliarden Jahren, stellenweise die für Leben typische Abreicherung von C-13 gegenüber C-12.
Etwa in die Mitte des Archaikums fällt das Maximum der Manteltemperatur. Die Fläche der kontinentalen Kruste nimmt schnell zu.

## An der Oberfläche
Der Planet war nach Bildung der ersten Kruste bald überwiegend von Wasser bedeckt und wegen der damals noch schwachen, jungen Sonne relativ kühl und womöglich vereist. Unter den damals noch häufiger einschlagenden Kleinkörpern gab es pro Million Jahre einige von über 100 km Durchmesser – nicht groß genug, um global das Leben auszulöschen, falls es schon existierte, aber groß genug, um über einen vorübergehend immensen Treibhauseffekt selbst eine globale Vereisung zu beenden.
Wenig später, zu Beginn des Archaikums, traten erstmals Lebewesen mit oxygener Photosynthese auf, wodurch elementarer Sauerstoff produziert wurde, der an Eisen gebunden heute als Bändererz zu finden ist. In der Uratmosphäre nahm der Sauerstoffgehalt jedoch erst in den letzten 50 Mio. Jahren des Archaikums langsam zu, bis er vor etwa 2,5 Mrd. Jahren sprunghaft anstieg. Dies wird als die Große Sauerstoffkatastrophe bezeichnet.

## Weitere Entwicklung

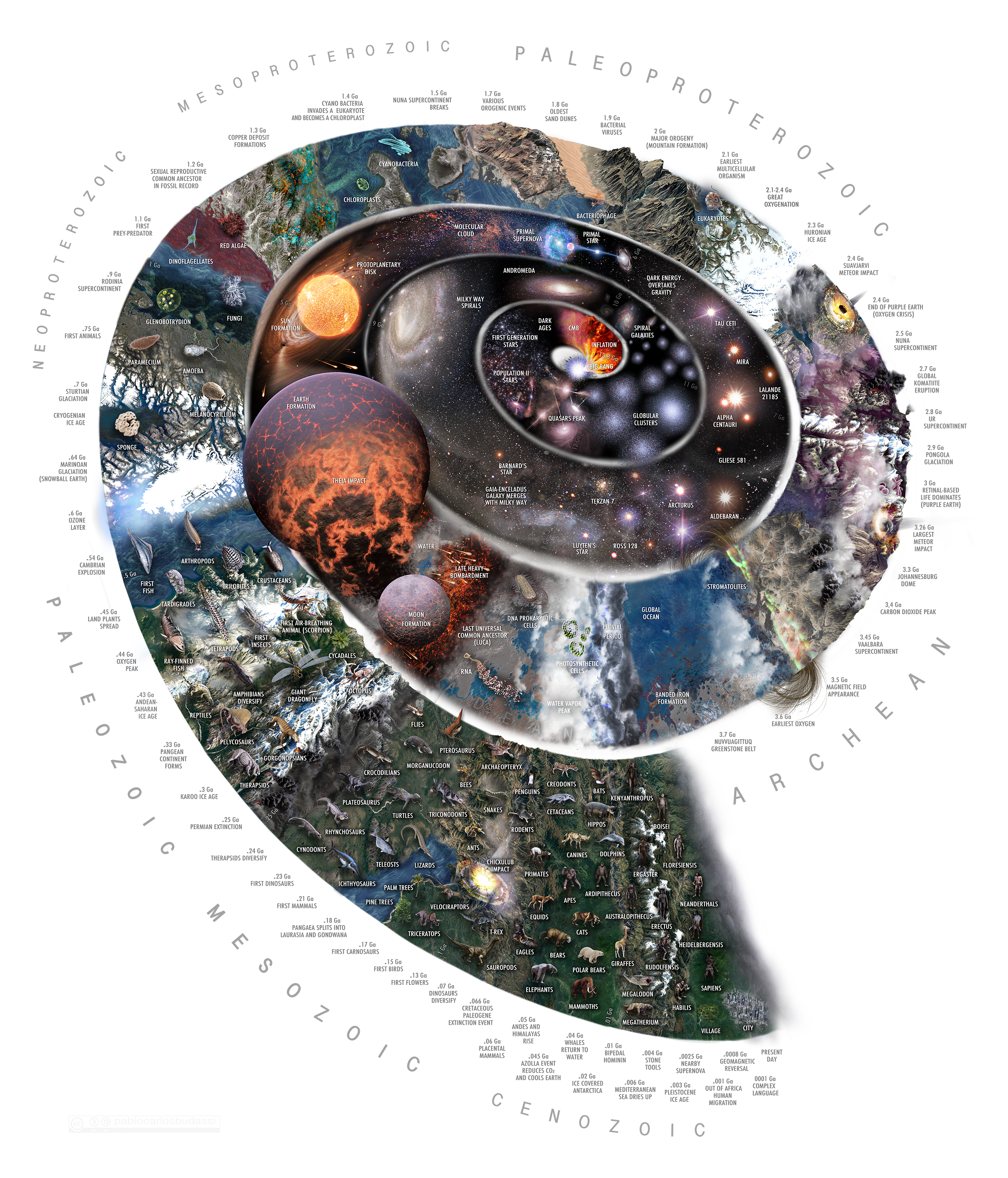
Die Entstehung der Erde als Teil der Geschichte vom Urknall bis zum Menschen

Die weitere Entwicklung der Erde auf der geologischen Zeitskala wurde beeinflusst durch Vulkanismus und Plattentektonik.